# لاري رايت
لاري رايت هو لاعب هوكي الجليد كندي، ولد في 8 أكتوبر 1951 في ريجاينا في كندا.

## وصلات خارجية
- لاري رايت على موقع دوري الهوكي الوطني (الإنجليزية)
- لاري رايت على موقع قاعة مشاهير الهوكي (لاعب أن.إتش.أل) (الإنجليزية)
- لاري رايت على موقع EliteProspects.com (الإنجليزية)
- لاري رايت على موقع HockeyDB.com (الإنجليزية)
- لاري رايت على موقع Hockey-Reference.com (الإنجليزية)